# Klaus Schlie
Klaus Schlie, né le 14 mai 1954 à Mölln, est un homme politique allemand membre de l'Union chrétienne-démocrate d'Allemagne (CDU).
Il est élu député au Landtag du Schleswig-Holstein en 1996, devenant sept ans plus tard vice-président du groupe CDU. En 2005, il est nommé secrétaire d'État au sein du ministère régional des Finances de la grande coalition de Peter Harry Carstensen, puis ministre de l'Intérieur quatre ans plus tard, à la suite de la formation d'une coalition noire-jaune. En 2012, il devient président du Landtag.

## Éléments personnels

### Formation et carrière
Après avoir passé son certificat général de l'enseignement secondaire en 1970 à Mölln, il poursuit ses études secondaires dans un lycée technique et obtient son Abitur trois ans plus tard. Il entre alors à l'école supérieure de pédagogie de Kiel et suit une formation pour devenir professeur du secondaire, décrochant son premier diplôme pédagogique d'État en 1978, et le second en 1981. Il commence aussitôt à travailler, renonçant à son emploi en 1996.

## Parcours politique

### Activité militante
Il adhère à la Junge Union (JU), organisation de jeunesse de la CDU/CSU, en 1971, et rejoint la CDU un an plus tard. En 1999, il est élu président de la fédération du parti dans l'arrondissement de Herzogtum Lauenburg.

### Vie institutionnelle
Il est élu député à l'assemblée (Kreistag) de l'arrondissement de Herzogtum Lauenburg en 1978, où il siège pendant vingt-sept ans, puis au conseil municipal de Mölln en 1986, pour quatre ans
Il entre en 199] au Landtag du Schleswig-Holstein. À la suite des élections régionales de 2000, il est choisi pour occuper les postes de vice-président du groupe CDU et porte-parole pour l'intérieur et la justice. Il y renonce en 2005, après avoir été nommé secrétaire d'État à la Réforme administrative et à l'Élimination de la bureaucratie au sein du ministère régional des Finances de la grande coalition de Peter Harry Carstensen.
Le 27 octobre 2009, Klaus Schlie devient ministre de l'Intérieur du Schleswig-Holstein dans la coalition noire-jaune formée par Carstensen après les élections régionales anticipées convoquées le 27 septembre. À la suite des élections régionales du 6 mai 2012, il est élu, le 5 juin, président du Landtag par 56 voix contre 10 et 3 abstentions.